# Ramy Mohamed Ashour
Ramy Mohamed Ashour (en árabe,رامي عاشور) (nació el 30 de septiembre de 1987, en El Cairo, Egipto) Es un jugador profesional de squash de Egipto. En enero de 2010 ganó el primer lugar mundialmente después de vencer a Nick Matthew en la final del 2009 en el torneo Saudí International. A la edad de 22 años se convirtió en el jugador más joven en ser el jugador número uno del mundo desde 1980. Previamente a esto, Ashour, fue el primer bicampeón mundial juvenil. Ha ganado numerosos títulos más a lo largo de su carrera, incluyendo el Campeonato Mundial de Squash.

## Visión general de su carrera
Ashour ganó su primer título internacional en el 2004 a la edad de 16 años, convirtiéndose así en el jugador más joven en ganar el Campeonato juvenil Mundial varonil de Squash. En el mismo año ayudó a que Egipto liderara el evento en segundo lugar, detrás de Pakistán. [cita requerida] En enero del 2006, se convirtió en el primer jugador en la historia en ganar el Campeonato mundial juvenil por segunda vez, derrotando a su compañero egipcio Omar Mosaad.[cita requerida] También llevó a Egipto a una victoria de 2-1 contra Pakistán en la final del evento en equipos; El equipo egipcio ganó las primeras tres posiciones en el evento individual así como el título del evento, una hazaña que ningún otro equipo había logrado antes.[cita requerida]
El mismo año lo transfirieron de la división juvenil y tuvo su primera final en las mayores en el Privilege suizo Cathay Pacific Hong Kong Squash, abierto en el 2006, la que perdió contra el competidor Egipcio, Amr Shabana, quien posteriormente alcanzaría el primer lugar en el mundo. En camino a la final, Ashour derrotó al décimo lugar mundial John White, al tercer lugar en el mundo Thierry Lincou y al segundo lugar mundial David Palmer.
Ashour ganó su primer título importante profesionalmente en enero de 2007, derrotando a Palmer en 32 minutos (11 - 7, 11 - 3, 11 - 4), en la final del Clásico Squash Canadiense. En abril de 2007, Ashour ganó el Abierto de Kuwait, el evento de squash más caro del mundo, derrotando a Amr Shabana, 11 - 5, 11 - 3, 12 - 10, en 34 minutos, después de enfrentar un déficit de 10 – 6. Entonces él ganó el clásico de Catar en Doha derrotando nuevamente a David Palmer, esta vez con un marcador  de 8 – 11, 11 – 9, 11 – 9, 11 – 6, en 66 minutos. También en el 2007, Ashour fue invitado al evento ATCO Final de Series Mundiales de Squash, donde compitió contra los primeros siete primeros lugares de la temporada. El único jugador que estuvo invicto en los primeros tres encuentros, jugó contra la sensación francesa Grégory Gaultier en la final. Después de una batalla de 62 minutos, Ashour ganó el título 3 -1 (12 – 10, 11 – 8, 4 – 11, 11 – 4).
De acuerdo con la leyenda del squash y escritor Malcom Willstrop, “Ramy Ashour es algo más – sus movimientos son mejores que los de cualquiera en el juego, y en alianza con su habilidad única con la raqueta y su visión, ilumina el deporte. No sólo eso, sino su modestia y su sonrisa lo hacen especial.”